# Roques Miloqueres
Les Roques Miloqueres és una muntanya de 409 metres que es troba al municipi de Castellví de la Marca, a la comarca de l'Alt Penedès.